# Japanse dennenlichtmot
De Japanse dennenlichtmot (Conogethes punctiferalis) is een vlinder uit de familie van de grasmotten (Crambidae), uit de onderfamilie van de Spilomelinae. De wetenschappelijke naam van deze soort is voor het eerst voorgesteld als Astura punctiferalis door Achille Guenée in een publicatie uit 1854.

## Ondersoorten
- Conogethes punctiferalis punctiferalis (Guenée, 1854)
- Conogethes punctiferalis jocata T. P. Lucas, 1892

## Verspreiding
De soort komt voor in Pakistan, India, Sri Lanka, Bhutan, Nepal, China, Myanmar, Thailand, Filipijnen, Maleisië, Brunei, Indonesië, Singapore, Zuid-Korea, Japan, Papoea-Nieuw-Guinea en Australië.

### Voorkomen in Europa
De Japanse dennenlichtmot komt van nature niet voor in Europa. De soort is aangetroffen in het Verenigd Koninkrijk, Nederland en Spanje. In Nederland is de soort geïmporteerd met Pinus passiflora, behorend tot de dennenfamilie (Pinaceae), als bonsaiboompje. In het Verenigd Koninkrijk en Nieuw-Zeeland is deze soort aangetroffen in geïmporteerd tropisch fruit.

## Waardplanten
De rups leeft op een groot aantal waardplanten.
- Anacardiaceae
  - Mangifera indica
- Annonaceae
  - Annona squamosa
- Arecaceae
  - Livistona humilis
- Asteraceae
  - Helianthus annuus
- Caricaceae
  - Carica papaya
- Euphorbiaceae
  - Ricinus communis
- Lecythidaceae
  - Planchonia careya
- Lythraceae
  - Punica granatum
- Malvaceae
  - Durio zibethinus
  - Gossypium sp.
  - Theobroma cacao
- Myrtaceae
  - Psidium guajava
- Poaceae
  - Sorghum bicolor
  - Zea mays
- Proteaceae
  - Macadamia integrifolia
- Rosaceae
  - Prunus persica
- Rutaceae
  - Citrus limon
- Sapindaceae
  - Dimocarpus longan
  - Litchi chinensis
  - Nephelium lappaceum
- Solanaceae
  - Solanum melongena
- Sterculiaceae
  - Brachychiton acerifolium
- Zingiberaceae
  - Alpinia sp.
  - Ammomum sp.
  - Curcuma longa
  - Elettaria cardamomum
  - Hedychium sp.
  - Zingiber officinale